# おざわゆき
おざわ ゆき（1964年11月13日 - ）は、日本の漫画家。愛知県名古屋市出身。夫は代表作である『築地あるき』や『築地まんぷく回遊記』の共著者である渡邊博光。

## 略歴
中学時代から少女漫画誌に投稿をはじめ、高校1年生時に集英社の少女漫画誌『ぶ〜け』でデビュー。2012年（平成24年）に父のシベリア抑留体験を元に描かれた『凍りの掌 シベリア抑留記』で第16回文化庁メディア芸術祭マンガ部門新人賞を受賞
。2015年（平成27年）には『凍りの掌 シベリア抑留記』と母の戦争体験を元に描かれた『あとかたの街』が第44回日本漫画家協会の大賞を受賞している。2018年（平成30年）には、講談社『BE・LOVE』連載中の漫画『傘寿まり子』が第42回講談社漫画賞一般部門を受賞した。
なお、『凍りの掌 シベリア抑留記』は、元々同人誌として刊行され全3巻が2008年（平成20年）に完結。2012年（平成24年）に再編集版が一般書として刊行された。2015年（平成27年）には新装版がBE・LOVEコミックスより刊行されている。2019年（令和元年）8月10日には作者が『凍りの掌 シベリア抑留記』を描き上げるのに悪戦苦闘する姿をドラマ化したドラマ×マンガ『お父さんと私の“シベリア抑留”〜「凍りの掌」が描く戦争〜』がNHK BSプレミアムで放送された。
また、『あとかたの街』も『凍りの掌 シベリア抑留記』と同じくNHKでテレビドラマ化され、ドラマ×マンガ『あとかたの街〜12歳の少女が見た戦争〜』として2020年（令和2年）8月14日にBSプレミアムで放送されている。これは作者による母親への取材の過程をドラマにし、実際の漫画を随所に織り交ぜて進行するもので、木村多江がおざわゆき役を演じた。

## 作品リスト
- マイ・ラブないと（『ぶ〜け』1981年増刊号） 単行本未刊行
- 幾何学模様の青春（『ぶ〜け』1984年2月号） 単行本未刊行
- 凍りの掌 シベリア抑留記（2012年）
- あとかたの街（『BE・LOVE』2014年2号 - 2015年18号） 全5巻
- 傘寿まり子（『BE・LOVE』2016年12号 - 2021年7月号） 全16巻
- LP〜ライフ・パートナー〜 3番目の配偶者（『オフィスユー』2019年6月号 - 2021年10月号） 全3巻
- またのお越しを（『BE・LOVE』2022年2月号[9][10] - 2025年6月号[11]） 既刊3巻
- #異世界オバサン #転生したらホス狂いだった（『JOUR』2024年11月号） - 『#アンソロジー #レンアイ離婚 #異世界オバサン』に収録。

### 渡邊博光との共著
- 築地あるき（飛鳥新社、2009年）
- 築地まんぷく回遊記（ぶんか社、2012年）
- 築地はらぺこ回遊記（ぶんか社、2013年）
- ホッピー好きの夫婦があちこち飲み歩いてみた（ぶんか社、2018年）
- おざわゆき&渡邊博光のおたから町中華（ぶんか社、2018年）